# Mateusz Jachlewski
Mateusz Jachlewski, né le 27 décembre 1984 à Varsovie, est un handballeur polonais évoluant au poste d'arrière gauche.

## Palmarès

### En clubs
Compétitions internationales
- Vainqueur de la Ligue des champions (1) : 2016
  - Troisième en 2013 et 2015

Compétitions nationales
- Vainqueur du Championnat de Pologne (11) : 2009, 2010, 2012, 2013, 2014, 2015, 2016, 2017, 2018, 2019, 2020
- Vainqueur de la Coupe de Pologne (10) : 2009, 2011, 2012, 2013, 2014, 2015, 2016, 2017, 2018, 2019

### En équipe nationale
- médaillé d'argent au championnat du monde 2007